# 빙켈마텐

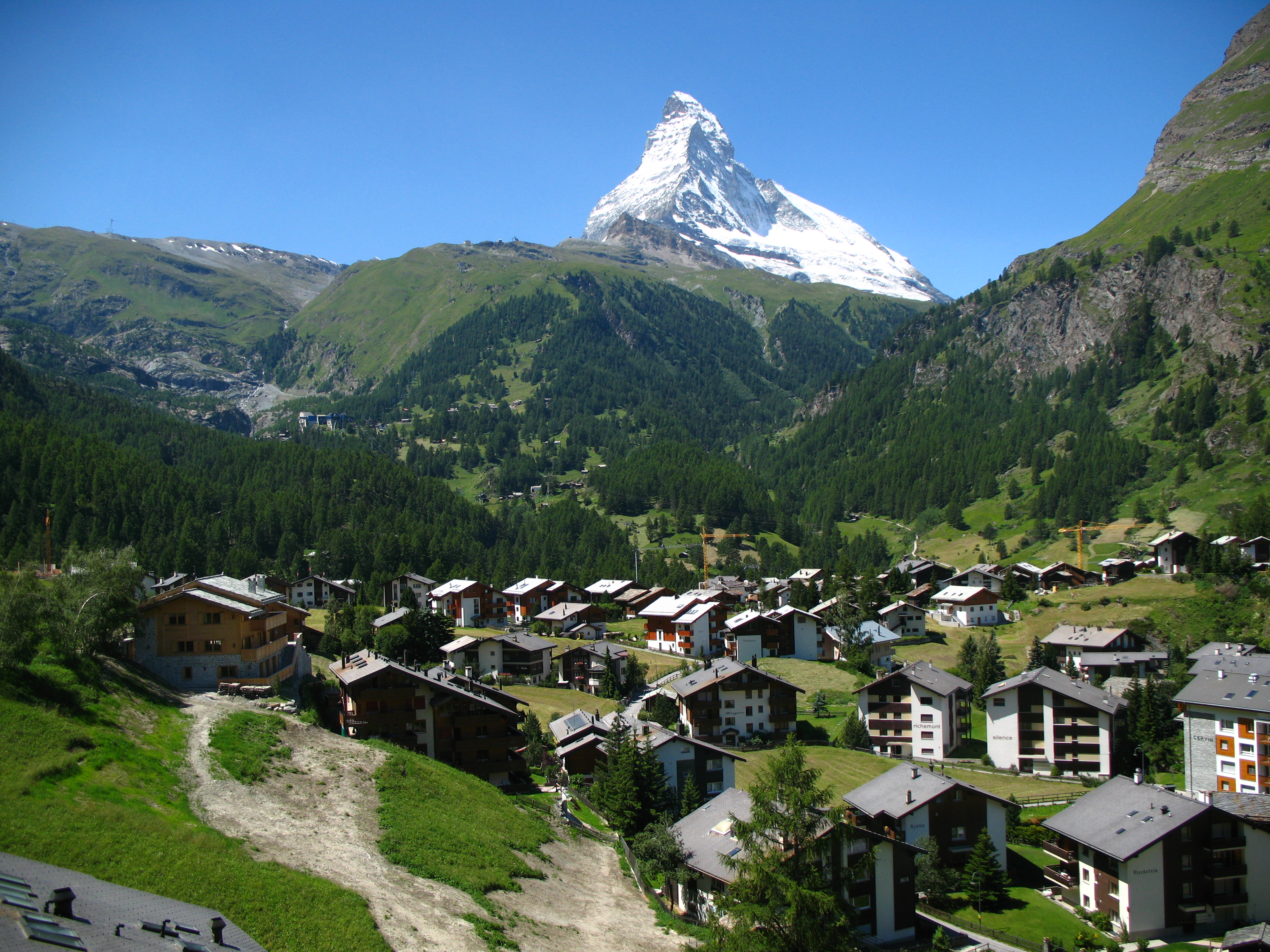
고르너그라트 철도에서 본 빙켈마텐과 마테호른

빙켈마텐(독일어: Winkelmatten)은 스위스 발레주 체르마트의 교외이다. 한때 분리된 작은 마을이었지만 체르마트가 성장함에 따라 더 큰 교외 지역에 통합되었다.
마을 남쪽 끝에 있는 빙켈마텐 놀이터는 리조트 센터에서 약간 떨어져 있지만, 마테호른의 웅장한 전망을 볼 수 있는 곳이다. 주로 아이들을 위한 공간이다.
빙켈마텐 예배당은 마을 끝에 위치한 보석이다. 많은 커플이 결혼식을 올리기 위해 이 작은 예배당을 선택한다. 1607년에 지어진 예배당은 오래된 마을 교회의 소규모 예배당이다. 예배당의 대표적인 전시품은 1730년 안톤 지그리슈텐이 스위스 돌 소나무로 조각한 바로크 양식의 제단이다.